# Děčínský vikariát

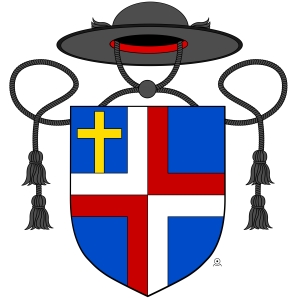
Blason vikariátního znaku
V modrém štítu stříbrně a červeně čtvrcený kříž provázený vpravo nahoře vynikajícím zlatým latinským křížem. Vše převýšeno černým kněžským kloboukem se dvěma černými střapci. Zvolený symbol odkazuje na patrocinium děkanského kostela v Děčíně a rovněž na skutečnost, že na Šluknovsku se nachází unikátní soubor křížových cest.

Děčínský vikariát se nachází v severních Čechách a je jedním z 10 vikariátů litoměřické diecéze. Je církevní územní správní jednotkou v litoměřické diecézi, která hraničí na jihozápadě s teplickým vikariátem, na jihu s litoměřickým vikariátem a z východu s českolipským vikariátem. Ze severozápadu, severu i severovýchodu je přes hranici s Německem respektive Svobodným státem Sasko, a z české strany v oblasti šluknovského výběžku, obklopen diecézí drážďansko-míšeňskou. Z hlediska územního členění státní správy je děčínský vikariát téměř identický s okresem Děčín.
Vikariát je tvořen 46 farnostmi. V nich se nachází dohromady 47 kostelů a řada větších kaplí, které jsou uvedeny v přehledu. Dále je zde mnoho menších kaplí a kapliček, božích muk, křížů a jiných sakrálních památek, které jsou uvedeny na stránkách pojednávajících o konkrétních farnostech. Přirozeným centrem je město Děčín ležící v jižní části vikariátu, které mu dalo jméno. Jednotlivé farnosti jsou ve vikariátu sdružené do farních obvodů (kolatur), kdy z důvodu nedostatku kněží má jeden kněz na starosti farností více. Z hlediska státní správy kolatura může připomínat obce s pověřeným obecním úřadem či obce s rozšířenou působností. Okrskovým vikářem je od roku 2018 Jacek Kotisz, který farářem v Dolní Poustevně a zároveň duchovním správcem děkanství Varnsdorf i celého okolí.
V děčínském vikariátu se nachází řada významných poutních míst. Nejprve jsou to poutní místa spojená s úctou k Nejsvětější Trojici nebo k některé Božské osobě. Za nejvýznamnější lze považovat Křížovou horu v Jiřetíně pod Jedlovou. K dalším patří kostel sv. Jana Křtitele v Horních Habarticích a dnes již zaniklý kostel Nejsvětější Trojice poblíž Verneřic na tzv. Gottesbergu (Božím vrchu). K mariánským poutním místům patří na prvním místě Bazilika Panny Marie Pomocnice křesťanů ve Filipově, kde došlo v roce 1866 k tzv. Filipovském zázraku při němž byla uzdravena smrtelně nemocná mladá žena. Místu se začalo přezdívat „Lourdy severních Čech“. Do místa často směřují Lužičtí Srbové ze sousední Horní Lužice. Dalšími mariánským poutními místy jsou loretánská kaple v Rumburku, kostel Nanebevzetí Panny Marie ve Vilémově, kostel Panny Marie Sněžné ve Sněžné poblíž Krásné Lípy, kaple Narození Panny Marie v České Kamenici a kaple Panny Marie Sněžné v Děčíně u kostela Povýšení svatého Kříže. Úcta k matce Panny Marie sv. Anně je po staletí zvlášť silná na Anenském vrchu (něm. Annaberg) poblíž Lobendavy a v kostele svaté Anny v Jedlce.

## Farnosti děčínského vikariátu

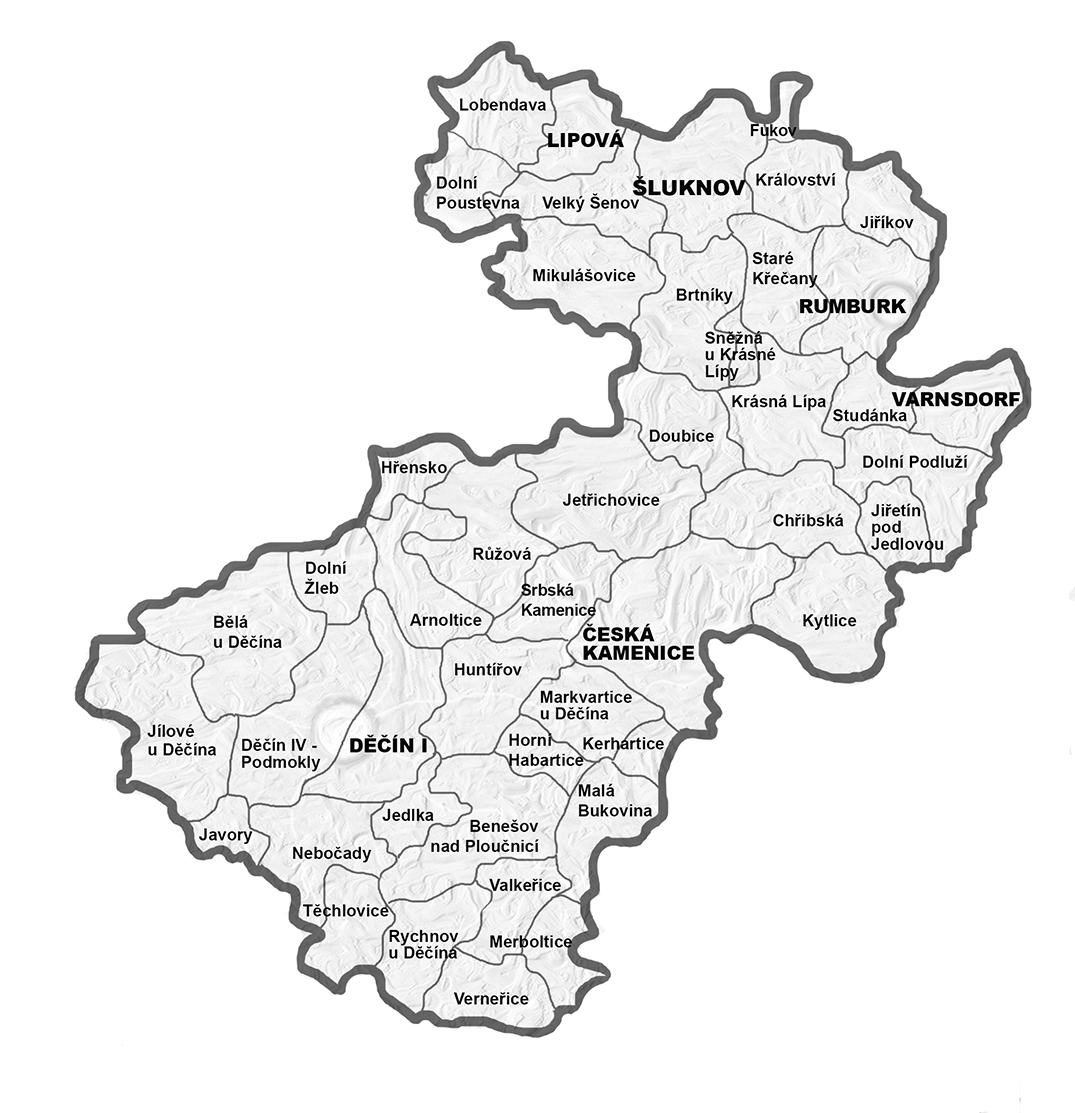

1. Arnoltice
2. Bělá u Děčína
3. Benešov nad Ploučnicí
4. Brtníky
5. Česká Kamenice
6. Děčín I
7. Děčín IV - Podmokly
8. Dolní Podluží
9. Dolní Poustevna
10. Dolní Žleb
11. Doubice
12. Fukov
13. Horní Habartice
14. Hřensko
15. Huntířov
16. Chřibská
17. Javory
18. Jedlka
19. Jetřichovice
20. Jílové
21. Jiřetín pod Jedlovou
22. Jiříkov
23. Kerhartice
24. Království
25. Krásná Lípa u Rumburka
26. Kytlice
27. Lipová
28. Lobendava
29. Malá Bukovina
30. Markvartice u Děčína
31. Merboltice
32. Mikulášovice
33. Nebočady
34. Rumburk
35. Růžová
36. Rychnov u Děčína
37. Sněžná u Krásné Lípy
38. Srbská Kamenice
39. Staré Křečany
40. Studánka
41. Šluknov
42. Těchlovice
43. Valkeřice
44. Varnsdorf
45. Velký Šenov
46. Verneřice

| Přehled kostelů a kaplí v děčínském vikariátu | Přehled kostelů a kaplí v děčínském vikariátu   | Přehled kostelů a kaplí v děčínském vikariátu | Přehled kostelů a kaplí v děčínském vikariátu | Přehled kostelů a kaplí v děčínském vikariátu | Přehled kostelů a kaplí v děčínském vikariátu | Přehled kostelů a kaplí v děčínském vikariátu          | Přehled kostelů a kaplí v děčínském vikariátu | Přehled kostelů a kaplí v děčínském vikariátu |
| Fotografie                                    | Patrocinium                                     | Slavnost                                      | Místo                                         | Statut                                        | Farnost                                       | Diecézní katalog                                       | Souřadnice                                    | Č. kulturní památky (Pk, MIS, Sez, Obr)       |
| --------------------------------------------- | ----------------------------------------------- | --------------------------------------------- | --------------------------------------------- | --------------------------------------------- | --------------------------------------------- | ------------------------------------------------------ | --------------------------------------------- | --------------------------------------------- |
|                                               | Anděla Strážce (Valdek)                         | 2. října                                      | Valdek                                        | kaple                                         | Farnost Staré Křečany                         | bohoslužby                                             | 50°58′39″ s. š., 14°30′40″ v. d.              | —                                             |
|                                               | Andělů Strážných (Mikulášovice)                 | 2. října                                      | Mikulášovice                                  | kaple                                         | Farnost Mikulášovice                          | bohoslužby                                             | 50°58′4″ s. š., 14°21′27″ v. d.               | —                                             |
|                                               | Andělů Strážných (Prostřední Žleb)              | 2. října                                      | Prostřední Žleb                               | kaple                                         | Farnost Děčín-Podmokly                        | bohoslužby                                             | 50°48′21″ s. š., 14°13′43″ v. d.              | —                                             |
|                                               | Božího hrobu (Lobendava)                        | Velký pátek a Bílá sobota                     | Lobendava                                     | kaple                                         | Farnost Lobendava                             | bohoslužby                                             | 51°1′0″ s. š., 14°19′40″ v. d.                | 10437/5-5485 (Pk•MIS•Sez•Obr•WD)              |
|                                               | Jména Panny Marie (Sněžník)                     | 12. září                                      | Sněžník                                       | kaple                                         | Farnost Jílové                                |                                                        | 50°47′9″ s. š., 14°5′14″ v. d.                | —                                             |
|                                               | Loreta (Rumburk)                                |                                               | Rumburk                                       | loretánská kaple                              | Farnost Rumburk                               | bohoslužby                                             | 50°57′12″ s. š., 14°33′17″ v. d.              | 19486/5-3864 (Pk•MIS•Sez•Obr•WD)              |
|                                               | Nanebevstoupení Páně (Mikulášovice)             | ve čtvrtek 7. neděle velikonoční              | Mikulášovice                                  | filiální kostel (hřbitovní)                   | Farnost Mikulášovice                          | bohoslužby                                             | 50°58′5″ s. š., 14°21′36″ v. d.               | —                                             |
|                                               | Nanebevzetí Panny Marie (Arnoltice)             | 15. srpna                                     | Arnoltice                                     | farní kostel                                  | Farnost Arnoltice                             | bohoslužby                                             | 50°50′11″ s. š., 14°15′46″ v. d.              | 14978/5-3562 (Pk•MIS•Sez•Obr•WD)              |
|                                               | Nanebevzetí Panny Marie (Doubice)               | 15. srpna                                     | Doubice                                       | farní kostel                                  | Farnost Doubice                               | bohoslužby                                             | 50°53′25″ s. š., 14°27′33″ v. d.              | 37837/5-3665 (Pk•MIS•Sez•Obr•WD)              |
|                                               | Nanebevzetí Panny Marie (Nové Hraběcí)          | 15. srpna                                     | Nové Hraběcí                                  | kaple                                         | Farnost Šluknov                               | bohoslužby                                             | 51°0′49″ s. š., 14°26′15″ v. d.               | —                                             |
|                                               | Nanebevzetí Panny Marie (Vilémov)               | 15. srpna                                     | Vilémov                                       | filiální kostel                               | Farnost Velký Šenov                           | bohoslužby                                             | 50°59′20″ s. š., 14°19′46″ v. d.              | 14619/5-4074 (Pk•MIS•Sez•Obr•WD)              |
|                                               | Narození sv. Jana Křtitele (Horní Habartice)    | 24. června                                    | Horní Habartice                               | farní kostel                                  | Farnost Horní Habartice                       | bohoslužby                                             | 50°45′57″ s. š., 14°20′23″ v. d.              | —                                             |
|                                               | Narození Panny Marie (Benešov n.Pl.)            | 8. září                                       | Benešov nad Ploučnicí                         | farní kostel                                  | Farnost Benešov n.Pl.                         | bohoslužby                                             | 50°44′33″ s. š., 14°18′48″ v. d.              | 26125/5-3581 (Pk•MIS•Sez•Obr•WD)              |
|                                               | Narození Panny Marie (Česká Kamenice)           | 8. září                                       | Česká Kamenice                                | kaple                                         | Farnost Česká Kamenice                        | bohoslužby                                             | 50°13′38″ s. š., 13°22′26″ v. d.              | 16027/5-4112 (Pk•MIS•Sez•Obr•WD)              |
|                                               | Navštívení Panny Marie (Lobendava)              | 31. května                                    | Lobendava                                     | farní kostel                                  | Farnost Lobendava                             | bohoslužby                                             | 51°1′14″ s. š., 14°19′ v. d.                  | 40752/5-3813 (Pk•MIS•Sez•Obr•WD)              |
|                                               | Navštívení Panny Marie (Velká Veleň)            | 31. května                                    | Velká Veleň                                   | kaple                                         | Farnost Jedlka                                | bohoslužby                                             | 50°43′47″ s. š., 14°15′15″ v. d.              | —                                             |
|                                               | Nejsvětějšího Srdce Ježíšova (Jiříkov)          | druhý pátek po N. Trojici                     | Jiříkov                                       | kaple                                         | Farnost Jiříkov                               | bohoslužby                                             | 50°59′27″ s. š., 14°34′40″ v. d.              | —                                             |
|                                               | Nejsvětějšího Srdce Ježíšova (Salmov)           | druhý pátek po N. Trojici                     | Salmov                                        | kaple                                         | Farnost Mikulášovice                          | bohoslužby                                             | 50°58′24″ s. š., 14°23′10″ v. d.              | 10834/5-5643 (Pk•MIS•Sez•Obr•WD)              |
|                                               | Nejsvětější Trojice (Benešov n.Pl.)             | první neděle po letnicích                     | Benešov nad Ploučnicí                         | kaple                                         | Farnost Benešov n.Pl.                         | bohoslužby                                             | 50°44′1″ s. š., 14°18′36″ v. d.               | 25543/5-3591 (Pk•MIS•Sez•Obr•WD)              |
|                                               | Nejsvětější Trojice (Dolní Žleb)                | první neděle po letnicích                     | Dolní Žleb                                    | farní kostel                                  | Farnost Dolní Žleb                            | bohoslužby                                             | 50°50′34″ s. š., 14°13′0″ v. d.               | 16447/5-3661 (Pk•MIS•Sez•Obr•WD)              |
|                                               | Nejsvětější Trojice (Jílové)                    | první neděle po letnicích                     | Jílové                                        | farní kostel                                  | Farnost Jílové                                | bohoslužby                                             | 50°45′48″ s. š., 14°6′13″ v. d.               | —                                             |
|                                               | Nejsvětější Trojice (Jiřetín pod Jedlovou)      | první neděle po letnicích                     | Jiřetín pod Jedlovou                          | farní kostel                                  | Farnost Jiřetín pod Jedlovou                  | bohoslužby                                             | 50°52′28″ s. š., 14°34′28″ v. d.              | 37782/5-3754 (Pk•MIS•Sez•Obr•WD)              |
|                                               | Nejsvětější Trojice (Mikulášovice)              | první neděle po letnicích                     | Mikulášovice                                  | kaple                                         | Farnost Mikulášovice                          | bohoslužby                                             | 50°57′29″ s. š., 14°24′33″ v. d.              | 18739/5-3859 (Pk•MIS•Sez•Obr•WD)              |
|                                               | Nejsvětější Trojice (Nebočady)                  | první neděle po letnicích                     | Nebočady                                      | kaple                                         | Farnost Nebočady                              |                                                        | 50°43′51″ s. š., 14°11′26″ v. d.              | 18175/5-3595 (Pk•MIS•Sez•Obr•WD)              |
|                                               | Nejsvětější Trojice (Velká Javorská)            | první neděle po letnicích                     | Velká Javorská                                | kaple                                         | Farnost Merboltice                            | bohoslužby                                             | 50°40′16″ s. š., 14°21′34″ v. d.              | —                                             |
|                                               | Panny Marie (Borek)                             | 1. ledna                                      | Borek                                         | kaple                                         | Farnost Nebočady                              | bohoslužby                                             | 50°43′9″ s. š., 14°10′26″ v. d.               | —                                             |
|                                               | Panny Marie (Kopec)                             | 1. ledna                                      | Kopec                                         | kaple                                         | Farnost Brtníky                               | bohoslužby                                             | 50°29′39″ s. š., 15°15′28″ v. d.              | —                                             |
|                                               | Panny Marie (Liščí)                             | 1. ledna                                      | Liščí                                         | kaple                                         | Farnost Lipová                                | bohoslužby                                             | 51°2′0″ s. š., 14°21′20″ v. d.                | —                                             |
|                                               | Panny Marie (Mikulášovice)                      | 1. ledna                                      | Mikulášovice                                  | kaple                                         | Farnost Mikulášovice                          | bohoslužby                                             | 50°57′30″ s. š., 14°23′53″ v. d.              | —                                             |
|                                               | Panny Marie a sv. Josefa (Jiřetín pod Jedlovou) |                                               | Jiřetín pod Jedlovou                          | kaple (klášterní)                             | Farnost Jiřetín pod Jedlovou                  | bohoslužby                                             |                                               | —                                             |
|                                               | Panny Marie Bolestné (Benešov n.Pl.)            | 15. září                                      | Benešov nad Ploučnicí                         | kaple                                         | Farnost Benešov n.Pl.                         | bohoslužby                                             | 50°44′33″ s. š., 14°18′47″ v. d.              | 26125/5-3581 (Pk•MIS•Sez•Obr•WD)              |
|                                               | Panny Marie Karmelské (Vlčí Hora)               | 16. července                                  | Vlčí Hora                                     | kaple                                         | Farnost Brtníky                               | bohoslužby                                             | 50°55′54″ s. š., 14°27′49″ v. d.              | —                                             |
|                                               | Panny Marie de Mercede (Horní Poustevna)        | 24. září                                      | Dolní Poustevna                               | kaple                                         | Farnost Dolní Poustevna                       | bohoslužby                                             |                                               | —                                             |
|                                               | Panny Marie Pomocnice křesťanů (Filipov)        | 24. května                                    | Filipov                                       | basilica minor                                | Farnost Jiříkov                               | bohoslužby                                             | 50°58′50″ s. š., 14°35′52″ v. d.              | —                                             |
|                                               | Panny Marie Pomocné (Děčín)                     | 24. května                                    | Děčín                                         | kaple                                         | Farnost Děčín I                               |                                                        | 50°46′57″ s. š., 14°12′55″ v. d.              | 47706/5-4086 (Pk•MIS•Sez•Obr•WD)              |
|                                               | Panny Marie Sněžné (Děčín)                      | 5. srpna                                      | Děčín                                         | kaple                                         | Farnost Děčín I                               | bohoslužby                                             | 50°46′45″ s. š., 14°12′51″ v. d.              | 18815/5-4083 (Pk•MIS•Sez•Obr•WD)              |
|                                               | Panny Marie Sněžné (Sněžná)                     | 5. srpna                                      | Sněžná                                        | farní kostel                                  | Farnost Sněžná u K.L.                         | bohoslužby                                             | 50°55′22″ s. š., 14°28′19″ v. d.              | 23752/5-4079 (Pk•MIS•Sez•Obr•WD)              |
|                                               | Panny Marie Pomocné (Zahrady)                   | 5. srpna                                      | Zahrady                                       | kaple                                         | Farnost Krásná Lípa u Rumburka                | bohoslužby                                             | 50°55′56″ s. š., 14°28′35″ v. d.              | —                                             |
|                                               | Povýšení sv. Kříže (Děčín)                      | 14. září                                      | Děčín                                         | farní kostel                                  | Farnost Děčín I                               | bohoslužby                                             | 50°46′46″ s. š., 14°12′50″ v. d.              | 18815/5-4083 (Pk•MIS•Sez•Obr•WD)              |
|                                               | Povýšení sv. Kříže (Jiřetín pod Jedlovou)       | 14. září                                      | Jiřetín pod Jedlovou                          | kaple                                         | Farnost Jiřetín pod Jedlovou                  | bohoslužby                                             | 50°52′13″ s. š., 14°34′12″ v. d.              | 42202/5-3755 (Pk•MIS•Sez•Obr•WD)              |
|                                               | sv. Alžběty Durynské (Dolní Křečany)            | 17. listopadu                                 | Dolní Křečany                                 | kaple                                         | Farnost Rumburk                               | bohoslužby Archivováno 29. 7. 2014 na Wayback Machine. | 50°57′ s. š., 14°29′55″ v. d.                 | —                                             |
|                                               | sv. Anny (Jedlka)                               | 26. července                                  | Jedlka                                        | farní kostel                                  | Farnost Jedlka                                | bohoslužby                                             | 50°44′38″ s. š., 14°16′43″ v. d.              | 19934/5-3830 (Pk•MIS•Sez•Obr•WD)              |
|                                               | sv. Anny (Lobendava)                            | 26. července                                  | Lobendava                                     | kaple                                         | Farnost Lobendava                             | bohoslužby                                             | 51°0′58″ s. š., 14°19′40″ v. d.               | 46226/5-3815 (Pk•MIS•Sez•Obr•WD)              |
|                                               | sv. Anny (Verneřice)                            | 26. července                                  | Verneřice                                     | farní kostel                                  | Farnost Verneřice                             | bohoslužby                                             | 50°39′40″ s. š., 14°18′11″ v. d.              | 22036/5-4050 (Pk•MIS•Sez•Obr•WD)              |
|                                               | sv. Antonína Pad. (Kytlice)                     | 13. června                                    | Kytlice                                       | farní kostel                                  | Farnost Kytlice                               | bohoslužby                                             | 50°48′41″ s. š., 14°32′9″ v. d.               | 38938/5-3793 (Pk•MIS•Sez•Obr•WD)              |
|                                               | sv. Bartoloměje (Rumburk)                       | 24. srpna                                     | Rumburk                                       | farní kostel                                  | Farnost Rumburk                               | bohoslužby                                             | 50°57′5″ s. š., 14°33′24″ v. d.               | 31766/5-5036 (Pk•MIS•Sez•Obr•WD)              |
|                                               | sv. Bartoloměje (Velký Šenov)                   | 24. srpna                                     | Velký Šenov                                   | farní kostel                                  | Farnost Velký Šenov                           | bohoslužby                                             | 50°59′28″ s. š., 14°22′37″ v. d.              | 50183/5-5872 (Pk•MIS•Sez•Obr•WD)              |
|                                               | sv. Cyrila a Metoděje (Kunratice)               | 5. července                                   | Kunratice                                     | kaple                                         | Farnost Šluknov                               | bohoslužby                                             | 50°58′56″ s. š., 14°26′34″ v. d.              | —                                             |
|                                               | sv. Františka z Assisi (Podmokly)               | 4. října                                      | Podmokly                                      | farní kostel                                  | Farnost Děčín-Podmokly                        | bohoslužby                                             | 50°46′29″ s. š., 14°11′54″ v. d.              | 105918 (Pk•MIS•Sez•Obr•WD)                    |
|                                               | sv. Františka z Assisi (Studánka)               | 4. října                                      | Studánka                                      | farní kostel                                  | Farnost Studánka                              | bohoslužby                                             | 50°54′31″ s. š., 14°34′ v. d.                 | 105720 (Pk•MIS•Sez•Obr•WD)                    |
|                                               | sv. Františka Xaverského (Bělá)                 | 3. prosince                                   | Bělá                                          | farní kostel                                  | Farnost Bělá u Děčína                         | bohoslužby                                             | 50°47′23″ s. š., 14°10′5″ v. d.               | 25767/5-4104 (Pk•MIS•Sez•Obr•WD)              |
|                                               | sv. Ignáce (Všemily)                            | 31. července                                  | Všemily                                       | kaple (skalní)                                | Farnost Srbská Kamenice                       |                                                        | 50°50′18″ s. š., 14°22′26″ v. d.              | 14274/5-3729 (Pk•MIS•Sez•Obr•WD)              |
|                                               | sv. Jáchyma (Lobendava)                         | 26. července                                  | Lobendava                                     | kaple                                         | Farnost Lobendava                             |                                                        | 51°1′42″ s. š., 14°20′30″ v. d.               | 105431 (Pk•MIS•Sez•Obr•WD)                    |
|                                               | sv. Jakuba apoštola (Císařský)                  | 25. července                                  | Císařský                                      | kaple                                         | Farnost Šluknov                               | bohoslužby                                             | 51°0′7″ s. š., 14°25′35″ v. d.                | —                                             |
|                                               | sv. Jakuba Staršího (Česká Kamenice)            | 25. července                                  | Česká Kamenice                                | farní kostel                                  | Farnost Česká Kamenice                        | bohoslužby                                             | 50°47′56″ s. š., 14°25′3″ v. d.               | 14262/5-3610 (Pk•MIS•Sez•Obr•WD)              |
|                                               | sv. Jana Křtitele (Janov)                       | 24. června                                    | Janov                                         | kaple                                         | Farnost Arnoltice                             |                                                        | 50°51′32″ s. š., 14°16′1″ v. d.               | 28307/5-3911 (Pk•MIS•Sez•Obr•WD)              |
|                                               | sv. Jana Křtitele (Rožany)                      | 24. června                                    | Rožany                                        | kaple                                         | Farnost Šluknov                               | bohoslužby                                             | 51°1′31″ s. š., 14°27′6″ v. d.                | —                                             |
|                                               | sv. Jana Křtitele (Rumburk)                     | 24. června                                    | Rumburk                                       | kaple                                         | Farnost Rumburk                               | bohoslužby                                             | 50°57′19″ s. š., 14°33′55″ v. d.              | 29942/5-3865 (Pk•MIS•Sez•Obr•WD)              |
|                                               | sv. Jana Nepomuckého (Dobrná)                   | 16. května                                    | Dobrná                                        | kaple                                         | Farnost Huntířov                              | bohoslužby                                             | 50°46′20″ s. š., 14°17′38″ v. d.              | 39106/5-3654 (Pk•MIS•Sez•Obr•WD)              |
|                                               | sv. Jana Nepomuckého (Hřensko)                  | 16. května                                    | Hřensko                                       | farní kostel                                  | Farnost Hřensko                               | bohoslužby                                             | 50°52′26″ s. š., 14°14′29″ v. d.              | 14404/5-4518 (Pk•MIS•Sez•Obr•WD)              |
|                                               | sv. Jana Nepomuckého (Jetřichovice)             | 16. května                                    | Jetřichovice                                  | farní kostel                                  | Farnost Jetřichovice                          | bohoslužby                                             | 50°51′12″ s. š., 14°23′35″ v. d.              | 36727/5-3715 (Pk•MIS•Sez•Obr•WD)              |
|                                               | sv. Jana Nepomuckého (Podmokly)                 | 16. května                                    | Podmokly                                      | obecní kostel                                 | Farnost Děčín-Podmokly                        |                                                        | 50°46′1″ s. š., 14°11′15″ v. d.               | 37356/5-4102 (Pk•MIS•Sez•Obr•WD)              |
|                                               | sv. Jana Nepomuckého (Staré Křečany)            | 16. května                                    | Staré Křečany                                 | farní kostel                                  | Farnost Staré Křečany                         | bohoslužby                                             | 50°57′2″ s. š., 14°29′54″ v. d.               | 36575/5-3961 (Pk•MIS•Sez•Obr•WD)              |
|                                               | sv. Jiří (Děčín)                                | 24. dubna                                     | Děčín                                         | kaple (zámecká)                               | Farnost Děčín I                               | bohoslužby                                             | 50°46′45″ s. š., 14°12′32″ v. d.              | 25265/5-4082 (Pk•MIS•Sez•Obr•WD)              |
|                                               | sv. Jiří (Chřibská)                             | 24. dubna                                     | Chřibská                                      | farní kostel                                  | Farnost Chřibská                              | bohoslužby                                             | 50°51′50″ s. š., 14°28′57″ v. d.              | 18623/5-3693 (Pk•MIS•Sez•Obr•WD)              |
|                                               | sv. Jiří (Jiříkov)                              | 24. dubna                                     | Jiříkov                                       | farní kostel                                  | Farnost Jiříkov                               | bohoslužby                                             | 50°59′39″ s. š., 14°34′12″ v. d.              | 14939/5-3767 (Pk•MIS•Sez•Obr•WD)              |
|                                               | sv. Josefa (Rybniště)                           | 19. března                                    | Rybniště                                      | kaple                                         | Farnost Chřibská                              | bohoslužby                                             | 50°52′47″ s. š., 14°30′47″ v. d.              | —                                             |
|                                               | sv. Karla Boromejského (Varnsdorf)              | 4. listopadu                                  | Varnsdorf                                     | filiální kostel                               | Farnost Varnsdorf                             | bohoslužby                                             | 50°54′3″ s. š., 14°37′34″ v. d.               | 26839/5-4042 (Pk•MIS•Sez•Obr•WD)              |
|                                               | sv. Kateřiny Alexandrijské (Dolní Podluží)      | 25. listopadu                                 | Dolní Podluží                                 | farní kostel                                  | Farnost Dolní Podluží                         | bohoslužby                                             | 50°52′58″ s. š., 14°34′33″ v. d.              | 42147/5-3657 (Pk•MIS•Sez•Obr•WD)              |
|                                               | sv. Kříže (Jiřetín pod Jedlovou)                | 14. září                                      | Jiřetín pod Jedlovou                          | kaple                                         | Farnost Jiřetín pod Jedlovou                  |                                                        |                                               | —                                             |
|                                               | sv. Kříže (Lipová)                              | 14. září                                      | Lipová                                        | kaple (zámecká)                               | Farnost Lipová                                | bohoslužby                                             | 51°0′47″ s. š., 14°21′32″ v. d.               | 25843/5-3809 (Pk•MIS•Sez•Obr•WD)              |
|                                               | sv. Kříže (Markvartice)                         | 14. září                                      | Markvartice                                   | kaple (hřbitovní)                             | Farnost Markvartice u Děčína                  | bohoslužby                                             | 50°46′59″ s. š., 14°22′7″ v. d.               | 33530/5-3836 (Pk•MIS•Sez•Obr•WD)              |
|                                               | sv. Martina (Markvartice)                       | 11. listopadu                                 | Markvartice                                   | farní kostel                                  | Farnost Markvartice u Děčína                  | bohoslužby                                             | 50°47′0″ s. š., 14°22′7″ v. d.                | 33530/5-3836 (Pk•MIS•Sez•Obr•WD)              |
|                                               | sv. Máří Magdaleny (Kerhartice)                 | 22. července                                  | Kerhartice                                    | farní kostel                                  | Farnost Kerhartice                            | bohoslužby                                             | 50°46′16″ s. š., 14°23′57″ v. d.              | 28783/5-3775 (Pk•MIS•Sez•Obr•WD)              |
|                                               | sv. Máří Magdaleny (Krásná Lípa)                | 22. července                                  | Krásná Lípa                                   | farní kostel                                  | Farnost Krásná Lípa u Rumburka                | bohoslužby                                             | 50°54′52″ s. š., 14°30′27″ v. d.              | 14685/5-3780 (Pk•MIS•Sez•Obr•WD)              |
|                                               | sv. Michaela archanděla (Dolní Poustevna)       | 29. září                                      | Dolní Poustevna                               | farní kostel                                  | Farnost Dolní Poustevna                       | bohoslužby                                             | 50°58′57″ s. š., 14°17′13″ v. d.              | —                                             |
|                                               | sv. Mikuláše (Mikulášovice)                     | 6. prosince                                   | Mikulášovice                                  | farní kostel                                  | Farnost Mikulášovice                          | bohoslužby                                             | 50°57′59″ s. š., 14°21′39″ v. d.              | 16253/5-3858 (Pk•MIS•Sez•Obr•WD)              |
|                                               | sv. Petra a Pavla (Růžová)                      | 29. června                                    | Růžová                                        | farní kostel                                  | Farnost Růžová                                | bohoslužby                                             | 50°50′39″ s. š., 14°17′34″ v. d.              | 18306/5-3905 (Pk•MIS•Sez•Obr•WD)              |
|                                               | sv. Petra a Pavla (Varnsdorf)                   | 29. června                                    | Varnsdorf                                     | farní kostel                                  | Farnost Varnsdorf                             | bohoslužby                                             | 50°54′44″ s. š., 14°37′13″ v. d.              | 18203/5-4022 (Pk•MIS•Sez•Obr•WD)              |
|                                               | sv. Prokopa (Javory)                            | 4. července                                   | Javory                                        | farní kostel                                  | Farnost Javory                                | bohoslužby                                             | 50°43′48″ s. š., 14°8′1″ v. d.                | 51491/5-5924 (Pk•MIS•Sez•Obr•WD)              |
|                                               | sv. Šimona a Judy (Lipová)                      | 28. října                                     | Lipová                                        | farní kostel                                  | Farnost Lipová                                | bohoslužby                                             | 51°0′46″ s. š., 14°21′50″ v. d.               | 24921/5-3808 (Pk•MIS•Sez•Obr•WD)              |
|                                               | sv. Václava (Malá Bukovina)                     | 28. září                                      | Malá Bukovina                                 | farní kostel                                  | Farnost Malá Bukovina                         | bohoslužby                                             | 50°44′32″ s. š., 14°22′48″ v. d.              | 40892/5-3822 (Pk•MIS•Sez•Obr•WD)              |
|                                               | sv. Václava (Rozbělesy)                         | 28. září                                      | Rozbělesy                                     | filiální kostel                               | Farnost Děčín-Podmokly                        | bohoslužby                                             | 50°45′48″ s. š., 14°12′8″ v. d.               | 18577/5-4101 (Pk•MIS•Sez•Obr•WD)              |
|                                               | sv. Václava (Srbská Kamenice)                   | 28. září                                      | Srbská Kamenice                               | farní kostel                                  | Farnost Srbská Kamenice                       | bohoslužby                                             | 50°49′13″ s. š., 14°21′6″ v. d.               | 10596/5-3941 (Pk•MIS•Sez•Obr•WD)              |
|                                               | sv. Václava (Staré Hraběcí)                     | 28. září                                      | Staré Hraběcí                                 | kaple                                         | Farnost Velký Šenov                           | bohoslužby                                             | 50°58′23″ s. š., 14°24′4″ v. d.               | —                                             |
|                                               | sv. Václava (Šluknov)                           | 28. září                                      | Šluknov                                       | farní kostel                                  | Farnost Šluknov                               | bohoslužby                                             | 51°0′16″ s. š., 14°27′7″ v. d.                | 36773/5-3968 (Pk•MIS•Sez•Obr•WD)              |
|                                               | sv. Václava a Blažeje (Děčín)                   | 28. září                                      | Děčín                                         | filiální kostel                               | Farnost Děčín I                               | bohoslužby                                             | 50°46′56″ s. š., 14°12′54″ v. d.              | 25520/5-4084 (Pk•MIS•Sez•Obr•WD)              |
|                                               | sv. Vavřince (Království)                       | 10. srpna                                     | Království                                    | farní kostel                                  | Farnost Království                            | bohoslužby                                             | 50°59′53″ s. š., 14°29′22″ v. d.              | —                                             |
|                                               | sv. Vavřince (Nebočady)                         | 10. srpna                                     | Nebočady                                      | farní kostel                                  | Farnost Nebočady                              | bohoslužby                                             | 50°43′51″ s. š., 14°11′26″ v. d.              | 40263/5-3593 (Pk•MIS•Sez•Obr•WD)              |
|                                               | sv. Vavřince (Rumburk)                          | 10. srpna                                     | Rumburk                                       | filiální kostel                               | Farnost Rumburk                               | bohoslužby                                             | 50°57′13″ s. š., 14°33′16″ v. d.              | 19486/5-3864 (Pk•MIS•Sez•Obr•WD)              |
|                                               | Stětí sv. Jana Křtitele (Těchlovice)            | 29. srpna                                     | Těchlovice                                    | farní kostel                                  | Farnost Těchlovice                            | bohoslužby                                             | 50°41′43″ s. š., 14°12′43″ v. d.              | 26917/5-3997 (Pk•MIS•Sez•Obr•WD)              |
|                                               | Kaple (Brtníky)                                 | zasvěcení neznámé                             | Brtníky                                       | kaple (hřbitovní)                             | Farnost Brtníky                               |                                                        | 50°56′56″ s. š., 14°26′21″ v. d.              | —                                             |
|                                               | Kaple (Bynovec)                                 | zasvěcení neznámé                             | Bynovec                                       | kaple (hřbitovní)                             | Farnost Arnoltice                             |                                                        | 50°49′15″ s. š., 14°15′50″ v. d.              | —                                             |
|                                               | Kaple (Filipov)                                 | zasvěcení neznámé                             | Filipov                                       | kaple (dom.důch.)                             | Farnost Jiříkov                               | bohoslužby                                             | 50°58′49″ s. š., 14°35′51″ v. d.              | —                                             |
|                                               | Kaple (Janov)                                   | zasvěcení neznámé                             | Janov                                         | kaple (hřbitovní)                             | Farnost Arnoltice                             |                                                        |                                               | —                                             |
|                                               | Kaple (Krásná Lípa)                             | zasvěcení neznámé                             | Krásná Lípa                                   | kaple (dom.důch.)                             | Farnost Krásná Lípa u Rumburka                | bohoslužby                                             | 50°55′ s. š., 14°30′23″ v. d.                 | —                                             |
|                                               | Kaple (Krásná Lípa)                             | zasvěcení neznámé                             | Krásná Lípa                                   | kaple (hřbitovní)                             | Farnost Krásná Lípa u Rumburka                |                                                        |                                               | —                                             |
|                                               | Kaple (Lipová)                                  | zasvěcení neznámé                             | Lipová                                        | kaple                                         | Farnost Lipová                                |                                                        |                                               | —                                             |
|                                               | Kaple (Rumburk)                                 | zasvěcení neznámé                             | Rumburk                                       | kaple (hřbitovní)                             | Farnost Rumburk                               |                                                        |                                               | —                                             |
|                                               | Soubor kaplí na Křížové hoře (Šluknov)          | zasvěcení zastavením křížové cesty            | Šluknov                                       | kaple                                         | Farnost Šluknov                               |                                                        |                                               | 30598/5-3984 (Pk•MIS•Sez•Obr•WD)              |

## Farní obvody děčínského vikariátu
Farnosti jsou z důvodu efektivity duchovní správy spojeny do farních obvodů (kolatur). Některé farnosti mohou mít správce dva. Jednoho, který má na starosti materiální záležitosti (in materialibus); a druhého, který vykonává duchovní službu (in spiritualibus). Upřesňující údaje v kolonce správce se vztahují k obsazené farnosti. Farnosti mají osoby pověřené různými funkcemi uvedené na svých stránkách či v diecézním katalogu.
| Farnosti                                                                         | Farnosti | Farnosti                                                                                               | Farnosti                                                                      |
| Farnost obsazená duchovním                                                       | Farnost spravovaná excurrendo                                                                                 | Správce                                                                                                | Web a facebook farní kolatury                                                 |
| -------------------------------------------------------------------------------- | --- | --- | ----------------------------------------------------------------------------- |
|                                                                                  | Arnoltice | R.D. Tomáš Kuba in spiritualibus Mgr. Marcel Hrubý in materialibus                                     | Web farnosti Arnoltice                                                        |
| Benešov nad Ploučnicí                                                            | | P. Vojtěch Suchý, SJ                                                                                   |                                                                               |
| Česká Kamenice                                                                   | | R.D. ThMgr. Josef Jaroš, admin. R.D. Jiří Sucharda, výp. duch. Mgr. Jan Hedvík trvalý jáhen            | Web farnosti – děkanství Česká Kamenice                                       |
| Děčín I                                                                          | Hřensko • Huntířov • Nebočady • Těchlovice                                                                    | R.D. Tomáš Kuba                                                                                        | Web farnosti – děkanství Děčín I                                              |
| Děčín IV - Podmokly                                                              | Bělá u Děčína • Dolní Žleb • Javory • Jílové                                                                  | R.D. František Jirásek                                                                                 | Web farnosti Děčín Podmokly                                                   |
| Dolní Poustevna                                                                  | Dolní Podluží • Lobendava • Mikulášovice • Studánka                                                           | R.D. ThLic. Jacek Kotisz                                                                               | Web farnosti Dolní Poustevna                                                  |
|                                                                                  | Sněžná u Krásné Lípy                                                                                          | R.D. ThLic. Jacek Kotisz in materialibus R.D. Mgr. Ing. Antonín Sedlák in spiritualibus                | Web farnosti Dolní Poustevna                                                  |
|                                                                                  | Jiřetín pod Jedlovou • Varnsdorf                                                                              | R.D. ThLic. Jacek Kotisz in materialibus P. Pavel Koudelka, SJ, in spiritualibus • farní vikář         | Web farnosti – děkanství Varnsdorf                                            |
| Jiříkov                                                                          | | P. Jozef Kujan, SDB                                                                                    | Web Šluknovsko Bazilika Filipov                                               |
| Krásná Lípa u Rumburka                                                           | Doubice • Chřibská                                                                                            | R.D. Mgr. Ing. Antonín Sedlák                                                                          | Web farnosti Krásná Lípa u Rumburka farnosti Chřibská, Krásná Lípa a Rybniště |
|                                                                                  | Kytlice | R.D. ThMgr. Josef Jaroš, admin. exc.                                                                   |                                                                               |
| Rumburk                                                                          | Brtníky • Staré Křečany                                                                                       | P. Jozef Kujan, SDB, děkan P. Mgr. František Ptáček SDB, farní vikář P. Antonín Koman, SDB, výp. duch. | Web farnosti – děkanství Rumburk                                              |
|                                                                                  | Horní Habartice • Jetřichovice • Markvartice u Děčína • Růžová                                                | P. Vojtěch Suchý, SJ in spiritualibus Mgr. Marcel Hrubý in materialibus                                | Web farnosti Srbská Kamenice farnosti Srbská Kamenice                         |
|                                                                                  | Jedlka • Kerhartice • Malá Bukovina • Merboltice • Rychnov u Děčína • Srbská Kamenice • Valkeřice • Verneřice | P. Jozef Kujan, SDB in spiritualibus Mgr. Marcel Hrubý in materialibus                                 | Web farnosti Srbská Kamenice farnosti Srbská Kamenice                         |
| Šluknov                                                                          | Fukov • Království • Lipová • Velký Šenov                                                                     | A.R.D. Pavel Procházka                                                                                 | Web farnosti – arciděkanství Šluknov farnosti – arciděkanství Šluknov         |
| Charita Česká republika                                                          | | |                                                                               |
| Charita Česká Kamenice                                                           | duchovní správa Česká Kamenice; převážná působnost Českolipský vikariát                                       | Bc. Štěpánka Kecková, ředitelka                                                                        | Web Oblastní charita Česká Kamenice                                           |
| Charita Rumburk                                                                  | duchovní správa Rumburk                                                                                       | Martina Škodová, DiS., ředitelka                                                                       | Web Oblastní charita Rumburk                                                  |
| Charita Šluknov                                                                  | duchovní správa Šluknov                                                                                       | Dr. Evelin Maria Habel Archivováno 7. 6. 2020 na Wayback Machine., ředitelka                           | Web Oblastní charita Šluknov Oblastní charita Šluknov                         |
| Školy                                                                            | | |                                                                               |
| Gymnázium Varnsdorf                                                              | duchovní správa Varnsdorf                                                                                     | Ing. Jiří Jakoubek, ředitel                                                                            | Web Gymnázium Varnsdorf Gymnázium Varnsdorf                                   |
| Křesťanská základní škola Nativity                                               | duchovní správa Benešov nad Ploučnicí a Děčín I                                                               | Mgr. Jiřina Růžičková Archivováno 10. 1. 2021 na Wayback Machine., ředitelka                           | Web Křesťanská ZŠ Nativity Křesťanská ZŠ Nativity                             |
| Schrödingerův institut Varnsdorf – středisko volného času pro Šluknovský výběžek | duchovní správa Rumburk a Varnsdorf; územní působnost Šluknovský výběžek                                      | Bc. Gabriela Doušová, ředitelka                                                                        | Web Schrödingerův institut Schrödingerův institut                             |

## Okrskoví vikáři
- 1946–1950 Vojtěch Bartoš SJ[4]
- 1965 – 1974 Josef Dobiáš[5]
- do 31. prosince 2013 Alexej Baláž
- 2014–2018 Vojtěch Suchý SJ
- od 1. září 2018 Jacek Kotisz